# طویر
طُویر (در زبان مازندرانی: تُویر Tovir) نام روستایی است، از توابع  بخش مرزن آباد در استان مازندران ایران. این روستا مرکز دهستان کوهستان است.اهالی این روستا به شهرت سیاری؛ دهنارصیدی و قطبی و... شناخته میشوند

## جمعیت
این روستا در دهستان کوهستان (چالوس) قرار دارد و براساس سرشماری مرکز آمار ایران در سال۱۳۹۵، جمعیت آن ۵۱۹ نفر (بیش از سیصد و پنجاه خانوار) بوده‌است. مردم این روستا به گویش کلارستاقی زبان مازندرانی صحبت  می‌کنند. مردم طویر از قومیت طبری هستند. مردم طویر به زبان طبری با گویش چالوسی سخن می‌گویند.